# Росія на літніх Олімпійських іграх 2008
Росія на літніх Олімпійських іграх 2008 представлена Олімпійським комітетом Росії (ДКР). 479 російських спортсменів кваліфікувалися на Олімпіаду в Пекіні, але через дискваліфікації напередодні ігор, за різними причин, безпосередньо участь в іграх взяло 467 спортсменів. Російська олімпійська збірна у неофіційному загальнокомандному заліку посіла третє місце, поступившись збірним США і Китаю.

### Золото
| Золото | |                                             |
| №      | Спортсмени | Вид спорту (дисципліна)                     |
| 1      | Манкієв Назир Юнузович | Боротьба (греко-римська, 55 кг)             |
| 2      | Альбієв Ісламбек Цилимович | Боротьба (греко-римська, 60 кг)             |
| 3      | Хуштов Асламбек Віталійович | Боротьба (греко-римська, 96 кг)             |
| 4      | Борчин Валерій Вікторович | Легка атлетика (спортивна ходьба, 20 км)    |
| 5      | Нікішина Вікторія Олександрівна Бойко Світлана Анатоліївна Ламонова Євгенія Олексіївна Шанаєва Аїда Володимирівна | Фехтування (командна рапіра)                |
| 6      | Дементьєва Олена В'ячеславівна | Теніс (одиночний розряд)                    |
| 7      | Самітова-Галкіна Гульнара Іскандерівна | Легка атлетика (3000 м з перешкодами)       |
| 8      | Ісинбаєва Олена Гаджиївна | Легка атлетика (стрибок з жердиною)         |
| 9      | Батиров Мавлет Алавдинович | Боротьба (вільна, до 60 кг)                 |
| 10     | Сильнов Андрій Олександрович | Легка атлетика (стрибок у висоту)           |
| 11     | Ільченко Лариса Дмитрівна | Плавання (марафон, 10 км)                   |
| 12     | Давидова Анастасія Семенівна Єрмакова Анастасія Миколаївна | Синхронне плавання (дует)                   |
| 13     | Сайтиєв Бувайсар Хамідович | Боротьба (вільна, до 74 кг)                 |
| 14     | Каниськіна Ольга Миколаївна | Легка атлетика (спортивна ходьба, 20 км)    |
| 15     | Мурадов Ширвані Гаджикурбанович | Боротьба (вільна, до 96 кг)                 |
| 16     | Мойсеєв Андрій Сергійович | Сучасне п'ятиборство (чоловіки)             |
| DSQ    | Чермошанська Юлія Ігорівна Федоріва Олександра Андріївна Гущина Юлія Олександрівна Полякова Євгенія Євгенівна | Легка атлетика (естафета 4х100 м)           |
| 18     | Опалєв Максим Олександрович | каное (до-1, 500 м)                         |
| 19     | Давидова Анастасія Семенівна Єрмакова Анастасія Миколаївна Громова Марія Ігорівна Іщенко Наталія Сергіївна Хасянова Ельвіра Румілівна Кужела Ольга Петрівна Ромашина Світлана Олексіївна Овчиннікова Олена Валеріївна (технічна програма) Шоріна Ганна Володимирівна (довільна програма) | Синхронне плавання (команда)                |
| 20     | Євгенія Канаєва | Художня гімнастика (індивідуальна першість) |
| 21     | Чахкієв Рахім Русланович | Бокс (до 91 кг)                             |
| 22     | Маргарита Алійчук Гавриленко Ганна Віталіївна Горбунова Тетяна Ігорівна Посєвіна Олена Олександрівна Шкурихіна Дарія Валеріївна Зуєва Наталія Володимирівна | Художня гімнастика (команда)                |
| 23     | Олексій Тищенко | Бокс (до 60 кг)                             |

### Срібло
| Срібло | |                                              |
| №      | Спортсмени | Вид спорту (дисципліна)                      |
| 1      | Любов Галкіна | Стрільба (пневматична гвинтівка, 10 м)       |
| 2      | Наталія Падеріна | Стрільба (пневматичний пістолет, 10 м)       |
| 3      | Пахаліна Юлія Володимирівна Позднякова Анастасія Юріївна | Синхронні стрибки (трамплін, 3 м)            |
| DSQ    | Шаїнова Марина Володимирівна | Важка атлетика (до 58 кг )                   |
| 5      | Ізотов Данило Сергійович Сухоруков Олександр Миколайович Лагунов Євген Олександрович Лобінцев Микита Костянтинович Михайло Поліщук (попередні запливи) | Плавання (вільний стиль, естафета 4 × 200 м) |
| 6      | Кунаков Юрій Олександрович Саутін Дмитро Іванович | Синхронні стрибки (трамплін, 3 м)            |
| 7      | Сливенко Оксана Миколаївна | Важка атлетика (до 69 кг)                    |
| DSQ    | Бароєв Хасан Махарбекович | Боротьба (греко-римська, до 120 кг)          |
| 9      | Сафіна Дінара Мубінівна | Теніс (одиночний розряд)                     |
| 10     | Карташова Альона Володимирівна | Боротьба (вільна, до 63 кг)                  |
| 11     | Пахаліна Юлія Володимирівна | Стрибки в воду (трамплін, 3 м)               |
| DSQ    | Тетяна Лебедєва | Легка атлетика (потрійний стрибок)           |
| 13     | Клоков Дмитро В'ячеславович | Важка атлетика (до 105 кг)                   |
| 14     | Чігішев Євген Олександрович | Важка атлетика (понад 105 кг)                |
| 15     | Ахмедов Бахтіяр Шахабутдинович | Боротьба (вільна, до 120 кг)                 |
| DSQ    | Абакумова Марія Василівна | Легка атлетика (метання списа)               |
| DSQ    | Тетяна Лебедєва | Легка атлетика (стрибок у довжину)           |
| 18     | Лук'яненко Євген Юрійович | Легка атлетика (стрибок з жердиною)          |
| 19     | Олександр Костоглод Сергій Улегін | каное (до-2, 500 м)                          |
| 20     | Андрюшина Катерина Сергіївна Близнова Ірина Валеріївна Дмитрієва Олена Вікторівна Кареєва Ганна Василівна Мареннікова Катерина Олександрівна Польонова Олена Іллічна Полторацька Ірина Ігорівна Постнова Людмила Григорівна Оксана Роменська Сидорова Марія Ігорівна Сусліна Інна Євгенівна Турей Емілія Халсберіївна Ускова Яна Вікторівна Шипилова Наталія Борисівна | Гандбол (жінки)                              |
| DSQ    | Капачинська Анастасія Олександрівна Фірова Тетяна Павлівна Гущина Юлія Олександрівна Литвинова Людмила Анатоліївна Олена Мігунова Вешкурова Тетяна Леонідівна | Легка атлетика (естафета 4х400 м)            |

### Бронза
| Бронза | |                                          |
| №      | Спортсмени | Вид спорту (дисципліна)                  |
| 1      | Аліпов Олексій Олександрович | Стендова стрільба (треп)                 |
| 2      | Доброскок Дмитро Михайлович Гальперін Гліб Сергійович | Синхронні стрибки (вишка, 10 м)          |
| 3      | В'ятчанін Аркадій Аркадійович | Плавання (на спині, 100 м)               |
| 4      | В'ятчанін Аркадій Аркадійович | Плавання (на спині, 200 м)               |
| 5      | Ларіонов Дмитро Олегович Михайло Кузнєцов | Гребний слалом (з-2)                     |
| 6      | Ісаков Володимир В'ячеславович | Стрільба (малокаліберний пістолет, 50 м) |
| DSQ    | Євстюхіна Надія Олександрівна | Важка атлетика (до 75 кг)                |
| 8      | Бадьонов Баїр Дорджійович | Стрільба з лука (індивідуальна першість) |
| 9      | Звонарьова Віра Ігорівна | Теніс (одиночний розряд) ]]              |
| 10     | Голоцуцков Антон Сергійович | Спортивна гімнастика (вільні вправи)     |
| DSQ    | Аккаєв Хаджимурат Магомедович | Важка атлетика (до 94 кг)                |
| DSQ    | Катерина Волкова | Легка атлетика (3000 м з перешкодами)    |
| 13     | Голоцуцков Антон Сергійович | Спортивна гімнастика (опорний стрибок)   |
| DSQ    | Лапіков Дмитро Валентинович | Важка атлетика (до 105 кг)               |
| 15     | Феофанова Світлана Євгенівна | Легка атлетика (стрибок з жердиною)      |
| 16     | Кудухов Бесік Серодинович | Боротьба (вільна, до 55 кг)              |
| 17     | Михайло Ігнатьєв Олексій Марков | Велотрек (чоловічий медісон)             |
| 18     | Рибаков Ярослав Володимирович | Легка атлетика (стрибок у висоту)        |
| DSQ    | Чернова Тетяна Сергіївна | Легка атлетика (семиборстві)             |
| 20     | Кетоєв Георгій Важайович | Боротьба (вільна, до 84 кг)              |
| 21     | Денис Нижегородов | Легка атлетика (спортивна ходьба, 50 км) |
| 22     | Георгій Балакшин | Бокс (до 51 кг)                          |
| 23     | Ірина Калентьева | Гірський велосипед (маунтінбайк)         |
| DSQ    | Алексєєв Денис Сергійович Дилдін Максим Сергійович Владислав Фролов Кокорін Антон Сергійович | Легка атлетика (естафета 4х400 м)        |
| DSQ    | Чичерова Ганна Володимирівна | Легка атлетика (стрибок у висоту)        |
| 26     | Світлана Абросимова Наталя Водоп'янова Марина Карпуніна Ілона Корстін Марина Кузіна Катерина Лісіна Ірина Осипова Оксана Рахматуліна Марія Степанова Ірина Соколовська Беккі Хаммон Тетяна Щеголева                                                                                     | Баскетбол (жінки)                        |
| 27     | Гальперін Гліб Сергійович | Індивідуальні стрибки (вишка, 10 м)      |
| 28     | Бережко Юрій Вікторович Вербов Олексій Ігорович Олександр Волков Сергій Гранкін Олександр Корнєєв Олександр Косарєв Кулешов Олексій Володимирович Максим Михайлов Остапенко Олексій Олександрович Полтавський Семен Володимирович Тетюхін Сергій Юрійович Хамутцьких Вадим Анатолійович | Волейбол (чоловіки)                      |
| 29     | Колобнєв Олександр Вікторович | Велоспорт (групова шосейна гонка)        |